# Aléxandros Hadjidimitríou
Aléxandros Nikoláou Hadjidimitríou (en grec Αλέξανδρος Νικολάου Χατζηδημητρίου), né le 13 septembre 1971 à Serrès en Grèce, est un avocat et homme politique grec.

## Biographie
Diplômé en droit de l'université Démocrite de Thrace, il devient avocat au barreau de Serrès en 1999. En 2014, il est élu président de la Banque coopérative de Serrès, et membre du conseil d'administration de l'Union des banques coopératives de Grèce.
Aux élections législatives grecques de janvier 2015, il est élu député au Parlement grec sur la liste de La Rivière dans la circonscription de Serrès. Il n'est pas réélu en septembre 2015.